# مارک لوئیس-فرانسیس
مارک لوئیس-فرانسیس (انگلیسی: Mark Lewis-Francis؛ زادهٔ ۴ سپتامبر ۱۹۸۲) ورزشکار دو و میدانی اهل بریتانیا است.